# Răzvad

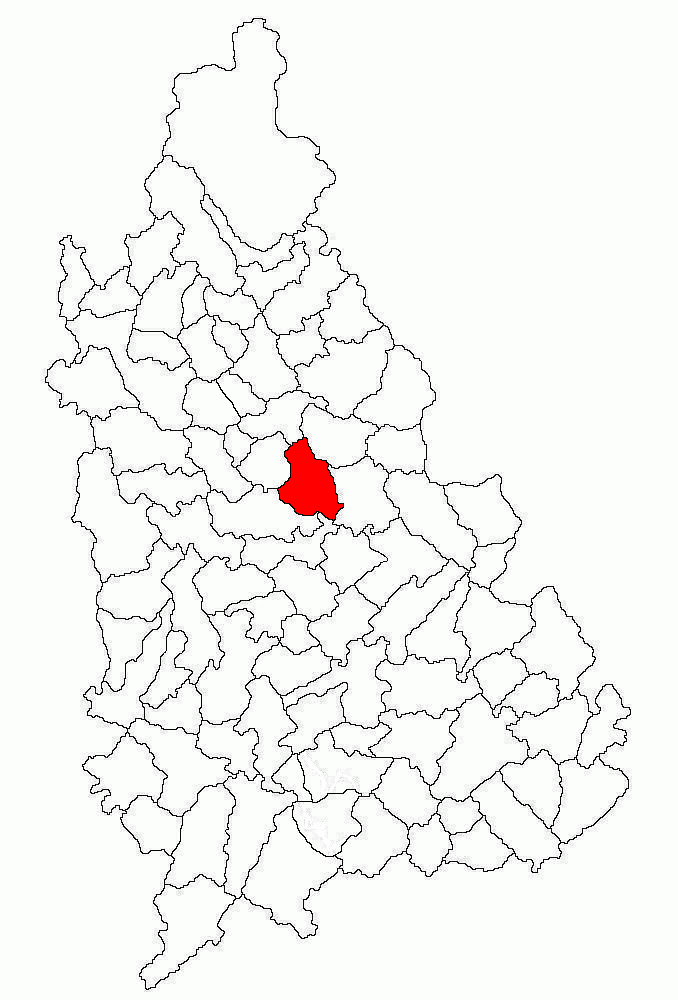
Răzvad, une commune du județ de Dâmbovița en Roumanie

Răzvad est une commune du județ de Dâmbovița en Roumanie.